# Obipteryx tenuis
Obipteryx tenuis är en bäcksländeart som först beskrevs av James George Needham 1905.  Obipteryx tenuis ingår i släktet Obipteryx och familjen vingbandbäcksländor. Inga underarter finns listade i Catalogue of Life.